# Julio Vilaplana Verdú
Julio Vilaplana Verdú (1941 - 31 de juliol de 2015) fou un empresari català. Fill adoptiu, a títol pòstum de Salou, on era una persona molt coneguda com a referent indiscutible del moviment segregacionista, com a empresari i comercial exemplar i com a col·laborador altruista en iniciatives de la societat civil i el seu teixit associatiu.
Amb 17 anys, junt amb els seus pares, va arribar a Salou per establir-s'hi com a gelater i continuar amb la llarga tradició gelatera de la família. Posteriorment amb la seva dona, Amalia Montero, i més endavant amb els seus fills, Julio, Maite i Raque,; obrí nous establiments de la gelateria La Ibense i amplià la seva oferta en gelats i una torroneria artesanal.

## Premis, distincions i càrrecs

### Àmbit empresarial
Any 1985; premi local a l'Artesà número 1 concedit per la discoteca Bye-Bye.
Any 1986; diploma al Mèrit Turístic atorgat per la Generalitat de Catalunya.

### Àmbit polític
Activista compromès i home fort de l'ideari del moviment segregacionista del poble de Salou respecte al municipi de Vila-seca; comparteix la primera línia amb un grup de ciutadans que reivindiquen un “Salou lliure”.
Any 1980; soci fundador i membre de la Junta de l'Associació de Ciutadans ProSegregació de Salou; entitat promotora de l'expedient. Impulsa i dinamitza la recollida de signatures per donar suport a la petició de l'expedient i tirar endavant el Procés de Segregació. Firmat per ell i tota la seva família.
Any 1987; membre fundador i vicepresident de l'Associació d'Amics de la Segregació. Entitat que prenia el relleu de la promotora de l'expedient.
Dinamitzador indiscutible de l'argumentari segregacionista en l'àmbit social, polític i mediàtic.
Any 1989; membre fundador de la Coordinadora Poble de Salou, amb l'objectiu de defensar els interessos i vetllar pel compliment de la sentència del Tribunal Supremo de 30 d'octubre de 1989, que ordenava a la Generalitat la creació del nou municipi de Salou.
Any 1990; soci fundador “Forum Salou”, que agrupava una part dels històrics de la Segregació que no volien enquadrar-se en els partits polítics tradicionals, davant de les primeres eleccions municipals de 1991.
Any 1991; és escollit regidor de la primera Corporació electa de Salou amb la coalició PSC-PSOE-FORUM SALOU, i nomenat conseller comarcal del Tarragonès pel Partit dels Socialistes de Catalunya. El 1993 renuncia a la seva acta de regidor i deixa la política activa.

### Àmbit social i associatiu
Va ser durant diverses èpoques membre del Sindicat d'Iniciatives i Turisme (SIT) per la seva capacitat emprenedora i la seva implicació en el món del comerç i del turisme salouenc i membre del Patronat Municipal de Turisme de Salou.
Va impulsar i presidir l'Associació d'Amics del 30 d'octubre, des de l'any 2006 en què va rellevar Manel Albinyana fins al 2015, amb el propòsit de commemorar i retre record al moviment segregacionista i al procés d'independència municipal de Salou.
Va ser membre fundador del Casal de Salou (associació cívica i recreativa); soci i membre de la junta de la Unió Esportiva Salou; membre de la junta directiva i vicepresident del Club Tennis Salou; membre fundador del Club Rotary Salou el 1995 i president del 2009 al 2010; i membre de la Junta de l'Associació de Familiars i Amics de l'Alzheimer.
Desenvolupa el seu vessant artístic en el grup teatral UNAE de Tortosa, amb el qual va actuar múltiples vegades a Salou, sempre en favor d'actes benèfics de l'associació AFAS. Més endavant també formarà part de la companyia “Amics del Botànic” amb els quals seguirà la seva passió teatral.
Va publicar en diferents mitjans locals com el Faro i la Vila més de cent articles d'històries i cròniques referents a Salou en què demostra la seva estimació per la ciutat.
Julio Vilaplana va ser una persona inquieta, alegre, somniadora, xerraire i familiar que va estar molt implicada en tots els àmbits de la ciutat de Salou i pels quals va rebre premis i distincions al llarg de la seva vida.